# Sterling Von Scarborough
Sterling Von Scarborough est un bassiste et chanteur de death metal américain né le 15 février 1965 et mort le 9 novembre 2006.

## Biographie
En 1986, il intègre Morbid Angel en tant que bassiste et enregistre quelques titres de l'album Abominations of Desolation, enregistré en 1986 mais publié en 1991.
Cette même année, remplacé à la basse par David Vincent, il fonde alors le groupe Incubus avec l'ancien batteur de Morbid Angel, Mike Browning et le guitariste Gino Marino. Il tient cette fois le chant et la basse et le groupe sort un E.P en 1989 avant de se séparer.
Il montera brièvement un nouveau groupe Usurper, en 1990, qui ne produira rien.
Il se suicida le 9 novembre 2006 à l'âge de 41 ans.

## Discographie

### Avec Morbid Angel
- Abominations of Desolation (1986)

### Avec Incubus
- Incubus (E.P) (1989)